# 房地产经纪人网络
Realtor.com是一个在线房地产列表网站，由新闻集团子公司Move, Inc.运营，公司成立于圣何塞，但随后搬迁到加利福尼亚州圣克拉拉，在加利福利亚州西湖村，得克萨斯州奥斯汀, 伊利诺伊州芝加哥等地也有办公室，截至 2021 年，它是美国访问量第二大的房地产列表网站，每月活跃用户超过 1 亿。该网站于 1995 年作为房地产经纪人信息网络推出，作为全国房地产经纪人协会成员的独家网络。它于 1996 年重新发布，成为一个对于大众开放显示房产列表的公共网站。此后，Realtor.com自称是美国最大的房地产网站，2016年被摩根士丹利估值为25亿美元。截止2023年6月，该公司约有300万处房产在网站上展出。

## 运营
Realtor.com 由新闻集团旗下的房地产网络Move, Inc. 运营, David Doctorow 于 2020 年 1 月被任命为首席执行官新任首席执行官达米安·伊尔斯 (Damian Eales) 于 2023 年 6 月接任。 </link>该网站由房地产行业最大的行业协会全国房地产经纪人协会(NAR) 独家授权运营。  该公司的业务模式是围绕向房地产行业（租售）的代理人、经纪人和其他人销售基于推荐的解决方案、销售线索和广告而建立的。  Realtor.com 的房产列表覆盖 80 个国家。

## 历史

### 早期历史和公开上市
Realtor.com 于 1995 年首次推出，当时名为房地产经纪人信息网络，当时是一个向 全国房地产经纪人协会(NAR)成员提供专有信息的封闭网络。   1996 年，该托管网站公开，允许任何互联网用户搜索房产列表，并于 8 月增加了区域多重列表服务(RMLS) 列表，从而进行了扩展。  房地产经纪人信息网络从 1995 年 12 月的 32,000 处房产列表增长到 1996 年 10 月的近 400,000 处房产 
该网站于 1996 年 11 月重新发布，名称为“Spot Realtor.com”，域名保持不变 该网站的管理权最初由一家名为 RealSelect 的公司承担， 与 NAR 建立了新的合作伙伴关系，由风险投资公司的投资提供资金。  RealSelect 后来更名为Homestore ，并与全国房地产经纪人协会(NAR)作为合作伙伴继续运营 realtor.com 网站。 
从 1997 年开始，Realtor.com 成为多家公司的独家在线房地产列表来源，包括《今日美国》 、   NBC 、 和美国在线(AOL)。  到 1999 年，   Realtor.com 已成为最大的房地产列表网站，其挂牌信息已超过 130 万份，并将服务范围扩大到包括在线虚拟房产参观，为客户在远程购房提供了便利。 

### 新闻集团时代
新闻集团于 2014 年 9 月以 9.5 亿美元收购了 Realtor.com 的母公司（现称为 Move）  根据comScore 的数据，Realtor.com 当时每月接收 3410 万独立访问者。 与爱彼迎建立了新的合作伙伴关系，重点鼓励潜在购房者留在他们感兴趣的社区； 并与Yelp合作，为用户提供有关所列房产的邻里设施的信息。 
截至 2016 年，Realtor.com 声称展示了美国 97% 的待售住宅物业， 并根据comScore 的数据，每月达到 3,670万独立访客。 摩根士丹利对该公司的估值为 25 亿美元。 
2020 年 8 月，Realtor.com 推出了一款数字工具，帮助人们评估 30 年抵押贷款期间房屋遭受洪水的风险。 2022 年 5 月，Realtor.com 在在线工具中添加了野火风险数据。这两次整合都是与第一街基金会合作的结果，第一街基金会是一家非营利性研究和技术组织，利用数据和技术来预测气候相关风险，该功能在野火泛滥的地区广受好评。    
截至 2020 年 10月，Realtor.com 每月接收约 6800 万独立用户同年，Move 收购了软件公司 Avail。 Avail 提供面向房东的专业管理工具，例如创建和营销列表以及收集租金和维护请求。 据报道，2021年排名第一的房地产列表网站</link>访问量第二。 
2022 年 6 月，Move 收购了 UpNest.com 以扩大其卖家策略。 UpNest 通过算法将房地产客户与其所在地区的多个代理商进行匹配，该收购为Realtor.com 带来了更好的房屋代理和客户匹配体验。自2013年UpNest推出以来，已在UpNest平台上提交了约100万份代理提案。  2018 年和 2019 年，UpNest 在德勤高科技高成长 500 强中分别排名第 85 和第 116。